# 普雷佩查人
普雷佩查人（西班牙語：Purépecha）是主要分布于墨西哥米却肯州的美洲原住民民族。他们在14世纪建立了普雷佩查王国，当西班牙人于16世纪到达中美洲时，普雷佩查是当地仅次于阿兹特克的第二大国。普雷佩查帝国在1530年被西班牙人征服，此后普雷佩查人居住的地区遭到严重破坏。
普雷佩查人每年2月2日庆祝新年（Jimbani Uexurhina）。